# Ghost Corps
Ghost Corps è una società di co-produzione americana costituita nel marzo 2015 per supervisionare il media franchise Ghostbusters e come borsa valori per il marchio Ghostbusters. È una divisione di Columbia Pictures di Sony Pictures Entertainment e a partire da gennaio 2021 attualmente non funziona più come attività di borsa C-Corporation, ma è attualmente ancora attivo come ufficio PR sul lotto di Sony Pictures mantenendo la gestione delle sue pagine online e produzioni relative al marchio Ghostbusters.

## Storia
La società è stata costituita nel marzo 2015 da Sony Pictures Entertainment al fine di creare un universo cinematografico ed espandere il marchio Ghostbusters in film, serie televisive e merchandising.
La società è guidata da Jason Reitman e Dan Aykroyd, insieme ai partner della Montecito Picture Company Tom Pollock e Joe Medjuck.
Il primo progetto della compagnia, intitolato Ghostbusters, fu un riavvio dell'omonima serie con un cast orientato al femminile diretto da Paul Feig, è stato rilasciato il 15 luglio 2016.
Il suo secondo progetto, fu un seguito dei film originali di Ghostbusters è il terzo film dell'omonimo franchise escludendo il remake/reboot Ghostbusters del 2016, intitolato Ghostbusters: Legacy (Ghostbusters: Afterlife) è stato annunciato da Sony Pictures e Ghost Corps. È uscito nelle sale il 19 novembre 2021. Il film si svolge nella linea temporale originale impostata dai primi due film. Jason Reitman, il figlio del regista originale di Ghostbusters Ivan Reitman, ha diretto il sequel. Un teaser trailer è stato rilasciato il 14 gennaio 2019.
Ghostbusters - Minaccia glaciale (Ghostbusters: Frozen Empire) è stato annunciato nell'aprile 2022 come terzo progetto dell'azienda.
Originariamente era previsto per il rilascio il 20 dicembre 2023, ma è stato ritardato al 29 marzo 2024 a causa dello sciopero SAG-AFTRA del 2023.

## Filmografia

### Cinema

#### Lungometraggi
| Film                                                           | Data di uscita USA | Regia         | Sceneggiatura            | Produttori                      |
| -------------------------------------------------------------- | ------------------ | ------------- | ------------------------ | ------------------------------- |
| Ghostbusters                                                   | 15 luglio 2016     | Paul Feig     | Katie Dippold, Paul Feig | Amy Pascal, Ivan Reitman        |
| Ghostbusters: Legacy (Ghostbusters: Afterlife)                 | 21 novembre 2021   | Jason Reitman | Gil Kenan, Jason Reitman | Ivan Reitman                    |
| Ghostbusters - Minaccia glaciale (Ghostbusters: Frozen Empire) | 29 marzo 2024      | Gil Kenan     | Gil Kenan, Jason Reitman | Jason Reitman, Jason Blumenfeld |